# Isabel de Nevers
Isabel de Nevers (Nevers, depois de 24 de agosto de 1439 - 21 de junho de 1483) foi Duquesa de Cleves, de 1455 até a sua morte, devido a seu casamento com o Duque João I de Cleves. Ela era a matriarca da casa de Cleves-Nevers e, assim, do ramo Cleves dos Condes e Duques de Nevers. Por ser, o território, parte de sua herança, ficou para seu filho, Engelberto, depois de sua morte.

## Vida
Isabel era a primogênita de João II, Conde de Étampes, Nevers, Rethel e Eu, e sua primeira esposa, Jaqueline d'Ailly. Desde a morte do irmão mais novo de Isabel, aos cinco anos de idade, seu pai ficou sem filhos homens e, portanto, nomeou sua filha mais velha como herdeira dos condados de Nevers e Eu.
Em 22 de abril de 1456, ela casou-se em Bruges com seu primo em terceiro grau, o Duque João I de Cleves. Após o casamento de Maria de Borgonha com Adolfo I de Cleves, este foi o segundo casamento entre a Casa de Borgonha e a Casa de La Marck. Esses casamentos fizeram do Ducado de Cleves uma espécie de anexo de Borgonha nos próximos 100 anos, o que se refletiu, principalmente, na vida cultural. A vida na corte, mas também a prática administrativa no território do Duque de Cleves, cada vez mais, seguiu o exemplo de Borgonha.
Após a morte de Adolfo de Egmond, Duque de Gueldres, os dois irmãor de Adlfo, Catarina e o Imperador Maximiliano I, reclamaram o Ducado de Gueldres. O reclame do Imperador foi baseado em seu casamento com Maria de Borgonha. Quando o marido foi para Gueldres apoiar o reclame do Imperador, Isabel liderou o governo de Cleves durante sua ausência.
Isabel morreu em 21 de junho de 1483, antes de seu pai. Seus reclames aos condados de Nevers e Eu foram herdados pelo seu terceiro filho, Engelberto, que fundou a linhagem Cleves-Nevers. Ela foi enterrada na Igreja Colegiada de Santa Maria, em Cleves, onde ela compartilha uma sepultura com seu marido. A sepultura é coberta com placas de cobre esculpidas e douradas. A placa de cima, encomendada por Carlos II, retrata os dois falecidos e é uma das poucas imagens de Isabel. O túmulo é considerado um dos mais importantes artefatos de sua espécie.

## Casamento e descendência
Isabel e João I tiveram seis filhos:
- João II (13 de abril de 1458 - 15 de Março de 1521), Duque de Cleves, casou-se, em 3 de novembro de 1489, com Matilde de Hesse
- Adolfo (28 de abril de 1461 - 4 de abril de 1498), um cânone de Liège
- Engelberto (26 de setembro de 1462 - 21 de novembro de 1506), Conde de Nevers e Eu, casou-se, em 23 de fevereiro de 1489, com Carlota de Bourbon-Vendôme
- Dietrich (29 de junho de 1464; morreu jovem)
- Maria (8 de agosto, 1465 - 7 de outubro de 1513)
- Filipe (1 de janeiro de 1467 - 5 de Março de 1505), Bispo de Nevers (1500-1505), Amiens (1501-1503), e Autun (1505)